# Reich und Arm (Fernsehserie)
Reich und Arm ist eine US-amerikanische Mini-Fernsehserie, die in den 1970er Jahren im deutschen Vorabendfernsehprogramm gezeigt wurde. Sie basiert auf dem Roman Aller Reichtum dieser Welt (Originaltitel: Rich Man, Poor Man) von Irwin Shaw aus dem Jahr 1969.

## Handlung
Die Serie erzählt die Geschichte der beiden Brüder Rudy und Tom Jordache zwischen 1945 und 1965. Ihr deutscher Vater war nach dem Ersten Weltkrieg in die USA immigriert und betreibt nun in einer Kleinstadt in New Jersey eine Bäckerei. Der ältere Sohn Rudy Jordache steigt aus diesen einfachen Verhältnissen vom Studenten der Rechtswissenschaft zum Senator im US-amerikanischen Senat auf. 
Der jüngere Bruder Tom Jordache ist das schwarze Schaf der Familie und wird nach einer Brandstiftung in die Verbannung getrieben. Er steigt auf zum Boxer, wird jedoch immer wieder in kriminelle Machenschaften verwickelt. Er gerät mit dem raffinierten Gangster Anthony Falconetti aneinander, der ihn schließlich ermordet und später auch Rudy nach dem Leben trachtet.

## Auszeichnungen
Die Serie wurde 1977 in der Kategorie „Drama“ mit einem Golden Globe ausgezeichnet.

## Fortsetzung
Die Fortsetzung Rich Man, Poor Man Book II umfasst 21 Folgen und wurde in den USA ab September 1976 ausgestrahlt.